# Communauté de communes du Canton de Mugron
La communauté de communes du canton de Mugron est une ancienne communauté de communes française, située dans le département des Landes et la région Nouvelle-Aquitaine.

## Historique
La communauté de communes du canton de Mugron est créée le 21 décembre 1995 pour une prise d'effet au 31 décembre 1995.
En 2015, bien que son logo et son site internet parlent du « Pays de Mugron », son nom n'a pas changé et reste bien associé à l'ancien canton de Mugron.
Elle fusionne avec la communauté de communes de Montfort-en-Chalosse pour former la communauté de communes Terres de Chalosse au 1er janvier 2017.

## Composition
Elle était composée des treize communes du canton de Mugron :
| Nom            | Code Insee | Gentilé        | Superficie (km2) | Population (dernière pop. légale) | Densité (hab./km2) |
| -------------- | ---------- | -------------- | ---------------- | --------------------------------- | ------------------ |
| Mugron (siège) | 40201      | Mugronais      | 16,53            | 1 451 (2014)                      | 88                 |
| Baigts         | 40023      | Baigtsois      | 11,64            | 356 (2014)                        | 31                 |
| Bergouey       | 40038      | Bergoueyais    | 4,39             | 95 (2014)                         | 22                 |
| Caupenne       | 40078      | Caupennois     | 15,22            | 421 (2014)                        | 28                 |
| Doazit         | 40089      | Doazitiens     | 22,16            | 886 (2014)                        | 40                 |
| Hauriet        | 40121      | Hauriètois     | 7,57             | 272 (2014)                        | 36                 |
| Lahosse        | 40141      | Lahossais      | 8,08             | 315 (2014)                        | 39                 |
| Larbey         | 40144      | Larbeyens      | 6,00             | 248 (2014)                        | 41                 |
| Laurède        | 40147      | Laurédiens     | 5,70             | 392 (2014)                        | 69                 |
| Maylis         | 40177      | Maylisiens     | 12,21            | 321 (2014)                        | 26                 |
| Nerbis         | 40204      | Nerbisiens     | 4,15             | 283 (2014)                        | 68                 |
| Saint-Aubin    | 40249      | Saint-Aubinois | 9,72             | 504 (2014)                        | 52                 |
| Toulouzette    | 40318      | Toulouzettains | 11,26            | 308 (2014)                        | 27                 |

## Démographie
| 1968  | 1975  | 1982  | 1990  | 1999  | 2006  | 2011  | 2013  |
| ----- | ----- | ----- | ----- | ----- | ----- | ----- | ----- |
| 6 275 | 5 801 | 5 602 | 5 390 | 5 398 | 5 595 | 5 730 | 5 814 |

## Administration
| Période                                  | Période  | Identité              | Étiquette | Qualité              |
| ---------------------------------------- | -------- | --------------------- | --------- | -------------------- |
| 1996                                     | 2014     | Christian Pontarrasse |           | Maire de Mugron      |
| 2014                                     | En cours | Stéphane Delpeyrat    | PS        | Maire de Saint-Aubin |
| Les données manquantes sont à compléter. |          |                       |           |                      |